# 高田インターチェンジ (石川県)
高田インターチェンジ（たかたインターチェンジ）は、石川県七尾市高田町にある国道249号七尾田鶴浜バイパスのインターチェンジ (IC)。隣接する能越自動車道田鶴浜インターチェンジと事実上一体化している。

## 道路
- 国道249号七尾田鶴浜バイパス
- 田鶴浜道路アクセス区間

## 接続道路
- 国道249号（現道）
- 富山県道・石川県道18号氷見田鶴浜線

## 周辺
- 健康増進センターアスロン
- サンビーム日和ヶ丘
- のと鉄道七尾線 田鶴浜駅
- 石川県立田鶴浜高等学校

## 隣
七尾田鶴浜バイパス
高田IC - 和倉IC
田鶴浜道路アクセス区間
田鶴浜IC - 高田IC